# Boldklubben Søllerød-Vedbæk
Boldklubben Søllerød-Vedbæk (eller BSV) er en tidligere dansk fodboldklub fra den nordsjællandske by Trørød. BSV eksisterede i perioden 2002-2016, hvor den lukkede på grund af økonomiske komplikationer.
Boldklubben Søllerød-Vedbæk blev stiftet den 25. februar 2002 som en sammenslutning mellem Søllerød Boldklub og Vedbæk Boldklub.
I september 2011 skrev klubben under med den tidligere landsholdspiller Martin Laursen, som tiltrådte som nye cheftræner.
BSV fik op til sæsonen 2012-13 et nyt trænerteam. Den tidligere spiller i klubben Claus Larsen overtog cheftrænerrollen, efter i foråret at have været assistenttræner for tidligere Aston Villa- og AC Milan-spiller Martin Laursen. Under sig havde han Erdin Iljasovski, der også tidligere havde spillet i klubben.
Grundet slutstillinger i både 1. division og 2. division øst og vest i den foregående sæson var det nu nødvendigt, at et 2. division øst-hold skulle spille i vestrækken, da der var 17 hold i øst og kun 15 i vest. Det blev BSV, der skulle spille i 2. division vest i den sæson.
I november 2014 trådte den tidligere professionelle spiller Peter Madsen til som cheftræner, efter at Claus Larsen trak sig som træner.
BSV blev lukket ned i sommeren 2016. Det nye BSV hedder "Bsv af 2016" og holder stadig til på Rundforbi Stadion i Nærum og Vedbæk Stadion i Trørød-bydelen Vedbæk.
Klubben går i dag under navnet FC Rudersdal.

## Ekstern kilde/henvisning
- BSVs officielle hjemmeside Arkiveret 2. oktober 2016 hos  Wayback Machine
- http://rudersdal.lokalavisen.dk/bsv-lukker-og-slukker-/20160621/artikler/706239949/1036 Arkiveret 11. februar 2017 hos  Wayback Machine

| Fodbold | Spire Denne artikel om en dansk fodboldklub er en spire som bør udbygges. Du er velkommen til at hjælpe Wikipedia ved at udvide den. |